# Західний союз (альянс)
Західний союз (WU), також відомий як Організація Брюссельського договору (ОБД), — європейський військовий альянс, створеним між Францією, Сполученим Королівством і трьома країнами Бенілюксу у вересні 1948 року з метою реалізації Брюссельського договору. Згідно з цим договором, підписанти, які називаються п'ятьма державами, погодилися співпрацювати в галузі оборони, а також у політичній, економічній і культурній сферах.
Під час Корейської війни (1950—1953) штаб, персонал і плани оборонного підрозділу WU, Оборонної організації Західного союзу (WUDO), були передані новоствореній Організації Північноатлантичного договору (НАТО), яка стала ядром європейської половини командної структури НАТО (Об'єднане командування в Європі) на чолі з Верховним штабом об'єднаних сил НАТО в Європі (SHAPE). Як наслідок провалу Європейської оборонної спільноти в 1954 році Лондонська та Паризька конференції призвели до Модифікованого брюссельського договору (МТБ), за яким Західний союз було перетворено на Західноєвропейський союз (ЗЄС), до якого приєдналися Італія та Західна Німеччина. Оскільки функції ЗЄС були передані Європейській політиці безпеки та оборони (ЄПБО) Європейського Союзу (ЄС) на рубежі ХХІ століття, Західний союз є попередником як НАТО, так і військової частини ЄС.

## Історія

### Передумови

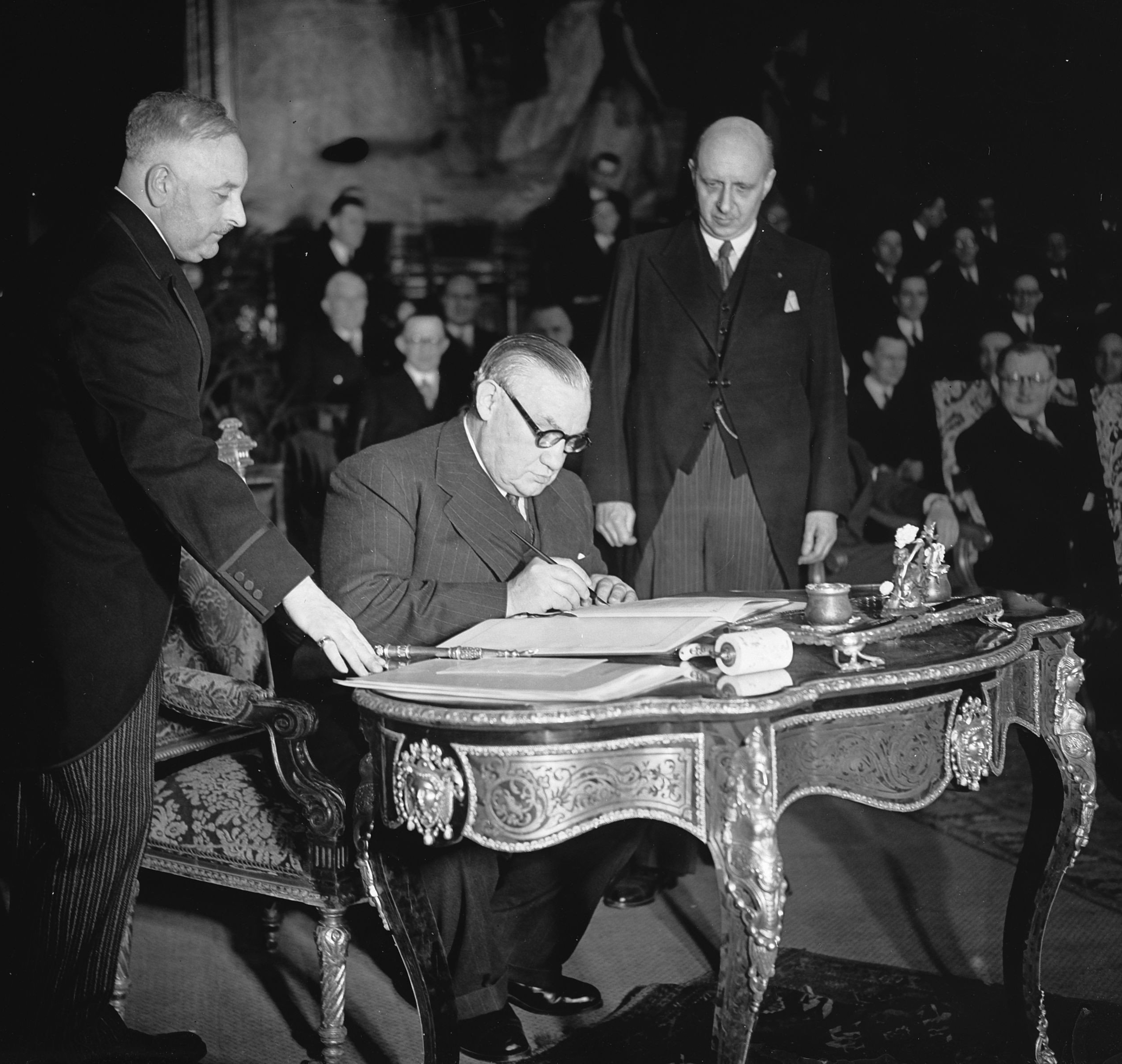
Британський міністр закордонних справ Бевін підписує Брюссельський договір.

У період після Другої світової війни виникли побоювання щодо відновлення німецької агресії. 4 березня 1947 року Дюнкеркський договір був підписаний Францією та Сполученим Королівством як Договір про союз і взаємну допомогу на випадок можливого нападу.
У своїй промові в Палаті громад 22 січня 1948 року британський міністр закордонних справ Ернест Бевін закликав розширити дію Дюнкеркського договору на країни Бенілюксу, створивши Західний Союз. Метою було консолідувати Західну Європу, щоб задовольнити Сполучені Штати та заздалегідь повідомити про можливе включення Італії, а потім і Західної Німеччини, до Договору.
Конференція для переговорів відбулася 4 березня 1948 року, через кілька днів після перевороту в Празі; завдяки цьому три менші країни змогли переконати інші погодитися на концепцію автоматичної та негайної взаємодопомоги у разі агресії та на ідею створення регіональної організації (багатостороннього альянсу відповідно до статті 51 Статуту Організації Об'єднаних Націй).
Західний союз мав на меті стати для Західної Європи оплотом проти комуністичної загрози та забезпечити більшу колективну безпеку.

### Формування
Брюссельський договір був підписаний 17 березня 1948 року між Бельгією, Францією, Люксембургом, Нідерландами та Сполученим Королівством і був розширенням оборонної обіцянки попереднього року, Дюнкеркського договору, підписаного між Сполученим Королівством і Францією.

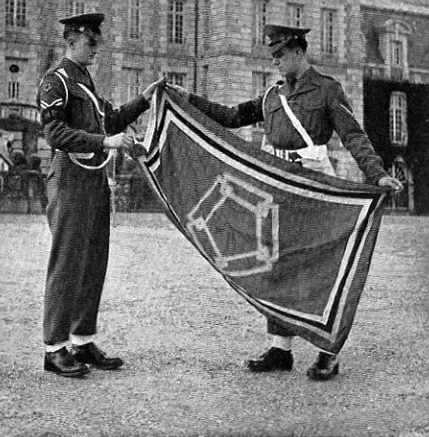
Унтер-офіцери Королівської військової поліції демонструють стандарт Західного союзу біля Шато де Куранс 1 жовтня 1949 року.

Хоча Договір не йде далі, ніж передбачає «співпраця» між договірними сторонами, «яка здійснюватиметься через Консультативну раду, згадану в статті VII, а також через інші органи», на практиці угода називалася Західний союз або Організація Брюссельського договору.

### Канібалізація та маргіналізація
Коли поділ Європи на два протиборчі табори став неминучим, загроза з боку Радянського Союзу стала набагато важливішою за загрозу переозброєння Німеччини. Тому Західна Європа шукала нового пакту про взаємну оборону за участю Сполучених Штатів, могутньої військової сили для такого альянсу. Сполучені Штати, стурбовані стримуванням впливу Радянського Союзу, відреагували на це. Наприкінці березня 1949 року між американськими, канадськими та британськими офіційними особами почалися таємні зустрічі для початку переговорів, які привели до підписання Північноатлантичного договору 4 квітня 1949 року у Вашингтоні.
Необхідність підкріпити зобов'язання Північноатлантичного договору відповідними політичними та військовими структурами привела до створення Організації Північноатлантичного договору (НАТО). 20 грудня 1950 року Консультативна рада держав Брюссельського договору вирішила об'єднати військову організацію Західного Союзу з НАТО. У грудні 1950 року, після призначення генерала Ейзенхауера першим Верховним головнокомандувачем ОЗС НАТО в Європі (SACEUR), учасники Брюссельського договору вирішили передати штаб-квартиру, персонал і плани Оборонної організації Західного союзу до НАТО. Верховний штаб об'єднаних сил НАТО в Європі (SHAPE) взяв на себе відповідальність за оборону Західної Європи, а фізичний штаб у Фонтенбло було перетворено на Штаб об'єднаних сил НАТО в Центральній Європі (AFCENT). 31 березня 1951 року фельдмаршал Бернард Монтгомері пішов у відставку з посади голови Комітету головнокомандувачів сухопутних, військово-морських і повітряних сил WUDO і 1 квітня 1951 року обійняв посаду заступника Верховного головнокомандувача ОЗС НАТО в Європі (DSACEUR).
Створення НАТО разом із підписанням низки договорів про заснування Організації європейського економічного співробітництва (квітень 1948 р.), Організації Північноатлантичного договору (квітень 1949 р.), Ради Європи (травень 1949 р.) та Європейського виробництва вугілля та сталі Співтовариство (квітень 1951 р.), залишив Західний союз і його основоположний Брюссельський договір без значної частини повноважень.

### Трансформація в Західноєвропейський Союз
Брюссельський договір про заснування Західного союзу був змінений на Паризькій конференції 1954 року в результаті невдачі Франції в ратифікуванні Договору про заснування Європейської оборонної спільноти: Загальний договір (нім. Deutschlandvertrag) 1952 року офіційно назвав ЄОС необхідною умовою для припинення окупації Німеччини союзниками, і було бажання включити Німеччину в західну оборонну архітектуру. Модифікований Брюссельський договір (MBT) перетворив Західний Союз на Західноєвропейський Союз (ЗЄС), після чого прийняли Італію та Німеччину. Хоча ЗЄС, створений MBT, був значно менш потужним і амбітним, ніж початковий Західний Союз, членство Німеччини в ЗЄС вважалося достатнім для припинення окупації країни відповідно до Загального договору.

Соціальні та культурні аспекти були передані Раді Європи, щоб уникнути дублювання обов'язків у Європі.
| Підписаний Діє з Документ      | 1948 Брюссельський договір                                         | 1951 1952 Паризький договір                                                       | 1954 1955 Поправки до Брюссельського договору                                     | 1957 1958 Римські договори                                                        | 1965 1967 Договір злиття                        | 1975 Н/Д Висновки Європейської ради             | 1985 Шенгенська угода                         | 1986 1987 Єдиний європейський акт             | 1992 1993 Маастрихтський договір              | 1992 1993 Маастрихтський договір | 1997 1999 Амстердамський договір | 2001 2003 Ніццький договір | 2007 2009 Лісабонська угода | 2007 2009 Лісабонська угода |  |  |  |  |  |  |  |
|                                |                                                                    |                                                                                   |                                                                                   |                                                                                   |                                                 |                                                 |                                               |                                               |                                               |                                  |                                  |                            |                             |                             |  |  |  |  |  |  |  |
| Підвалини Європейського Союзу: |                                                                    |                                                                                   |                                                                                   |                                                                                   |                                                 |                                                 |                                               |                                               |                                               |                                  |                                  |                            |                             |                             |  |  |  |  |  |  |  |
| Європейські спільноти          |                                                                    |                                                                                   |                                                                                   |                                                                                   |                                                 |                                                 |                                               |                                               |                                               |                                  |                                  |                            |                             |                             |  |  |  |  |  |  |  |
|                                | Європейська спільнота з атомної енергії (Євратом)                  |                                                                                   |                                                                                   |                                                                                   |                                                 |                                                 |                                               |                                               |                                               |                                  |                                  |                            |                             |                             |  |  |  |  |  |  |  |
|                                |                                                                    |                                                                                   | Європейська спільнота з вугілля та сталі (ЄСВС)                                   | Європейська спільнота з вугілля та сталі (ЄСВС)                                   | Європейська спільнота з вугілля та сталі (ЄСВС) | Європейська спільнота з вугілля та сталі (ЄСВС) | Термін дії договору минув у 2002 р.           | Термін дії договору минув у 2002 р.           | Термін дії договору минув у 2002 р.           |                                  | Європейський Союз (ЄС)           | Європейський Союз (ЄС)     |                             |                             |  |  |  |  |  |  |  |
|                                |                                                                    |                                                                                   | Європейська економічна спільнота (ЄЕС)                                            |                                                                                   |                                                 |                                                 |                                               |                                               |                                               |                                  | Європейський Союз (ЄС)           | Європейський Союз (ЄС)     |                             |                             |  |  |  |  |  |  |  |
|                                |                                                                    |                                                                                   |                                                                                   | Шенгенська угода                                                                  |                                                 |                                                 | Європейська спільнота (ЄС)                    | Європейська спільнота (ЄС)                    |                                               |                                  | Європейський Союз (ЄС)           | Європейський Союз (ЄС)     |                             |                             |  |  |  |  |  |  |  |
|                                |                                                                    | Співробітництво TREVI (тероризм, радикалізм, екстремізм та міжнародне насильство) | Співробітництво TREVI (тероризм, радикалізм, екстремізм та міжнародне насильство) | Співробітництво TREVI (тероризм, радикалізм, екстремізм та міжнародне насильство) | Правосуддя та внутрішні справи                  |                                                 | Європейська спільнота (ЄС)                    | Європейська спільнота (ЄС)                    |                                               |                                  | Європейський Союз (ЄС)           | Європейський Союз (ЄС)     |                             |                             |  |  |  |  |  |  |  |
|                                | Співробітництво між поліцією та правосуддям у кримінальних справах | Співробітництво TREVI (тероризм, радикалізм, екстремізм та міжнародне насильство) | Співробітництво TREVI (тероризм, радикалізм, екстремізм та міжнародне насильство) | Співробітництво TREVI (тероризм, радикалізм, екстремізм та міжнародне насильство) | Правосуддя та внутрішні справи                  |                                                 |                                               |                                               |                                               |                                  | Європейський Союз (ЄС)           | Європейський Союз (ЄС)     |                             |                             |  |  |  |  |  |  |  |
|                                |                                                                    |                                                                                   |                                                                                   |                                                                                   | Європейська політична співпраця                 | Спільна зовнішня та безпекова політика (СЗБП)   | Спільна зовнішня та безпекова політика (СЗБП) | Спільна зовнішня та безпекова політика (СЗБП) | Спільна зовнішня та безпекова політика (СЗБП) |                                  | Європейський Союз (ЄС)           | Європейський Союз (ЄС)     |                             |                             |  |  |  |  |  |  |  |
| Неконсолідовані органи         | Неконсолідовані органи                                             | Західноєвропейський союз (ЗЄС)                                                    | Західноєвропейський союз (ЗЄС)                                                    | Західноєвропейський союз (ЗЄС)                                                    | Західноєвропейський союз (ЗЄС)                  | Західноєвропейський союз (ЗЄС)                  | Західноєвропейський союз (ЗЄС)                |                                               |                                               |                                  |                                  | Європейський Союз (ЄС)     |                             |                             |  |  |  |  |  |  |  |
| Неконсолідовані органи         | Неконсолідовані органи                                             | Західноєвропейський союз (ЗЄС)                                                    | Західноєвропейський союз (ЗЄС)                                                    | Західноєвропейський союз (ЗЄС)                                                    | Західноєвропейський союз (ЗЄС)                  | Західноєвропейський союз (ЗЄС)                  | Західноєвропейський союз (ЗЄС)                | Припинив існування у 2011 р.                  |                                               |                                  |                                  |                            |                             |                             |  |  |  |  |  |  |  |
|                                |                                                                    |                                                                                   |                                                                                   |                                                                                   |                                                 |                                                 |                                               |                                               |                                               |                                  |                                  |                            |                             |                             |  |  |  |  |  |  |  |

## Соціальна, культурна ініціатива

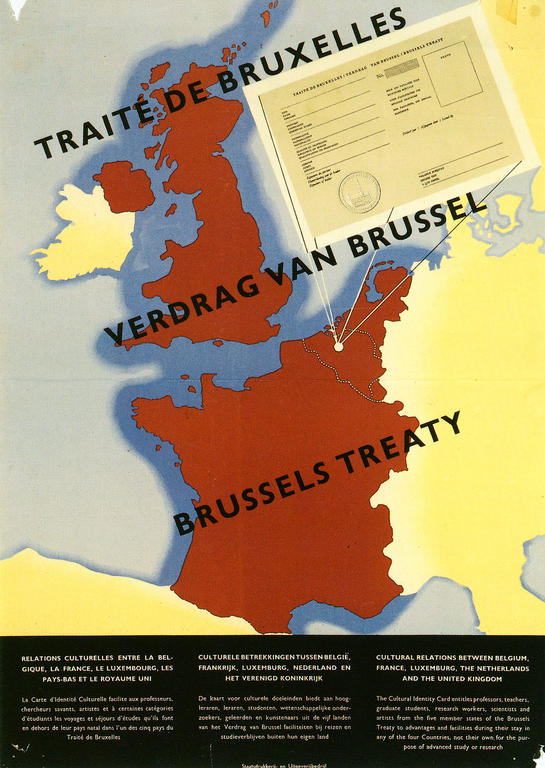
Плакат на посвідченні культури Західного союзу.

Брюссельський договір містив культурні та соціальні положення, концепції щодо створення «Консультативної ради». Основою для цього було те, що співпраця між західними країнами допоможе зупинити поширення комунізму.
Приклади такої співпраці включають
- Культурна ідентифікаційна картка, яку WU заснував, щоб надати взаємні можливості кожній державі-члену для культурних цілей. Може бути виданий студентам, викладачам і науковцям. На ньому була тиснена марка, що представляла Брюссельську ратушу.[18] Посвідчення WU було замінено культурним посвідченням Ради Європи.[19]
- Міжнародний посібник Western Union для молоді 1951 року.[20]

## Організація оборони
З квітня 1948 року країни-учасниці Західного Союзу вирішили створити військове агентство під назвою Оборонна організація Західного союзу (WUDO). WUDO було офіційно засновано 27–28 вересня 1948 року.
Мета WUDO полягала в забезпеченні координації оборони між п'ятьма державами у військовій сфері та сфері постачання, а також у вивченні тактичних проблем оборони Західної Європи; крім того, щоб забезпечити структуру, на якій у випадку будь-якої надзвичайної ситуації можна було б створити командну організацію.
Брюссельський договір містив положення про взаємний захист, як викладено в статті IV:
Якщо будь-яка з Високих Договірних Сторін стане об'єктом збройного нападу в Європі, інші Високі Договірні Сторони, відповідно до положень статті 51 Статуту Організації Об'єднаних Націй, нададуть Стороні, що зазнала нападу, всю військову та іншу допомогу і сприяння, які будуть в їхніх силах.
Стаття V встановлює зобов'язання членів Брюссельського пакту співпрацювати з Радою Безпеки Організації Об'єднаних Націй для підтримки міжнародного миру та безпеки, а стаття VI встановлює зобов'язання членів Брюссельського пакту не укладати жодних договорів третіх сторін, які суперечать Договору про Брюссель.